# Carl Boppo
Carl Georg Boppo (* 1840 in Hamburg; † 15. Juli 1928 in Düsseldorf) war ein deutscher Genre- und Historienmaler der Düsseldorfer Schule.

## Leben
Boppo, Sohn des Hamburger Porträt- und Historienmalers Louis George Boppo (1809–1868), schrieb sich am 21. Januar 1869 für das Fach Malerei an der Königlichen Akademie der Bildenden Künste in München ein, wo er Schüler des Historienmalers Arthur von Ramberg wurde. Spätestens ab 1886 lebte er in Düsseldorf. Dort war er Mitglied des Künstlervereins Malkasten. Zeitweise agierte er auch in dessen Vorstand. Außerdem war er Mitglied des Hamburger Künstlervereins von 1832. Als Stadtverordneter Düsseldorfs saß er im Comité für Theater-, Orchester- und musikalische Angelegenheiten.